# Fałszerstwa Christodulosa
Fałszerstwa Christodulosa – falsyfikaty monet starożytnych wytwarzane przez Konstantinosa Christodulosa.
Pojawiły się na początku XX wieku w wyniku działalności cypryjskiego Greka specjalizującego się w podrabianiu zwłaszcza starogreckich monet. Powstawały metodą wykonywania w brązie odlewów z gipsowych odcisków pobieranych z oryginalnych monet, które po dalszej obróbce i odpowiednim przetworzeniu wykorzystywano jako stemple. Swe podróbki Christodulos bardzo zręcznie dopracowywał i postarzał nadając im patynę, a następnie rozprowadzał na bazarach, skąd trafiały do szerokiego obiegu.
Ujawniono je wskutek ich nadmiernej poprawności: były starannie scentrowane, miały prawidłowo czyste krążki i wyróżniały się retuszami, których brakowało na autentycznych monetach. W 1914 władze greckie zlikwidowały pracownię fałszerza i skonfiskowały ok. tysiąca stempli, obecnie znajdujących się w gabinecie numizmatycznym w Atenach. Fałszerstwom tym osobną, wyczerpującą pracę naukową poświęcił wybitny numizmatyk grecki Joannis Svoronos (1863-1922).